# بلدات ورقية
بلدات ورقية (بالإنجليزية: Paper Town)‏ هي الرواية الثالثة للمؤلف الأمريكي جون غرين، نشرت في 16 أكتوبر 2008. أحداث الرواية تركز على مراهق يدعى كوينتن «كيو» جيكوبسون يبحث عن جارته وحبيبته ومارغو شبيجلمان التي تختفي فجأة وتترك ورائها مجموعة دلائل. خلال البحث، يكتشف كيو وأصدقائه المزيد من الحقائق عن مارغو. تلقت الرواية مراجعات إيجابية من النقاد.
حولت الرواية إلى فيلم سينمائي صدر في 24 يوليو 2015 من إخراج جاك شراير وبطولة نات وولف وكارا ديليفين.